# Принудни рад Немаца након Другог светског рата
У годинама након Другог светског рата, велики број немачких цивила и заробљених војника био је приморан на рад од стране савезничких снага. Тема употребе Немаца за принудни рад као дела репарација први пут је покренута на Техеранској конференцији 1943. године, када је совјетски премијер Јосиф Стаљин захтевао 4.000.000 немачких радника.
Присилни рад је такође укључен у завршни протокол конференције на Јалти у јануару 1945. године, што су одобрили премијер Велике Британије Винстон Черчил и амерички председник Френклин Д. Рузвелт.
Принудни рад је вршен како у Источној тако и у Западној Европи.
Током 1946. Велика Британија је имала више од 400.000 немачких ратних заробљеника, од којих су многи пребачени из логора за ратне заробљенике у САД и Канади. Бројни заробљеници су коришћени за принудни рад, као облик ратне одштете. Већина немачких заробљеника под контролом Американаца и Британаца ослобођено је до краја 1948, а већина Немаца у француском заробљеништву ослобођена је до краја 1949.
Према Канцеларији за јавну управу (део Савезног министарства унутрашњих послова), од 29. септембра 1978. године у Немачкој се због застарелости не може тражити одштета за Немце који су коришћени као принудни рад после рата.

## Совјетски Савез
Највећу групу принудних радника у Совјетском Савезу чинило је неколико милиона немачких ратних заробљеника. Већина преживелих њемачких ратних заробљеника из логора за присилни рад у Совјетском Савезу ослобођени су 1953.
Процене немачких ратних заробљеника (и на истоку и на западу и кумулативно за ратни и мирнодопски период) крећу се од 600.000 до 1.000.000. Према делу немачког Црвеног крста која се бави потрагом заробљеника, коначна судбина 1.300.000 немачких заробљеника у савезничком притвору још увек није позната; и даље се званично воде као нестали.
Велики број цивила је одведен из земаља као што су Румунија, Југославија и из источних делова саме Немачке. На пример, после Божића 1944. између 27.000 и 30.000 етничких Немаца (старости од 18 до 40 година) је послато у СССР из Југославије. Жене су чиниле 90% групе. Већина је послата у радне логоре у Донбасу, где је 16% умрло.